# Hofer-Moest-Reaktion
Die Hofer-Moest-Reaktion ist eine elektrochemische Reaktion, bei der aus Carbonsäuren Alkohole, die ein Kohlenstoffatom weniger tragen, generiert werden. Sie ist eng verwandt mit der Kolbe-Elektrolyse. Hofer und Moest beobachteten 1902, etwa 50 Jahre nach Kolbes Untersuchungen, dass bei der Elektrolyse von Kaliumacetat neben dem Hauptprodukt Ethan auch Methanol in geringen Mengen entsteht.

## Reaktionsmechanismus
Das Salz der Carbonsäure (Carboxylanion) wird an der Anode zum Carboxylat-Radikal oxidiert. Dieses Radikal spaltet Kohlenstoffdioxid ab, wobei wieder ein Radikal entsteht. Dieses Radikal kann ein Elektron abgeben und so ein Carbokation bilden, welches Wasser bzw. ein Hydroxid-Ion bindet:

## Anwendung
Die Hofer-Moest-Reaktion findet Anwendung in der Kohlenhydratchemie. In einer Variation, in der statt Wasser ein tertiärer Alkohol eingesetzt wird, können sterisch gehinderte Dialkylether hergestellt werden.